# 100'5 Das Hitradio
100,5 Das Hitradio (eigen schrijfwijze: 100,5 DAS HITRADIO.) is een radiostation uit Eupen, een stad in de Duitstalige Gemeenschap van België. De zender is sinds 1998 in de ether en zendt uit onder het motto "Die Superhits der 80er, der 90er und das Beste von heute".
De eigendom van de zender is via aandelen verdeeld over vijf mediagroepen, namelijk BRF Medien AG (40,8%) in Eupen, Radio Salü (39,2%) in Saarbrücken, PFD Pressefunk GmbH (10,0%) in Düsseldorf, Zeitungsverlag Aachen (5,0%) in Aken en Grenz-Echo (5,0%) in Eupen.

## Luisteraars
Doelgroep is de groep van ongeveer 1,1 miljoen Duitssprekende mensen in het zendgebied tussen de leeftijd 29 t/m 45 jaar.
Ruim 292.000 mensen luisteren dagelijks naar 100,5 Das Hitradio. Daarmee is het station de best beluisterde zender in de Duitstalige Gemeenschap en zuidwestelijk Noordrijn-Westfalen. De zender is ook te ontvangen in grote delen van Zuid-Limburg maar daar worden geen luistercijfers van bijgehouden.